# Veregava Ridge
Veregava Ridge (englisch; bulgarisch хребет Верегава chrebet Weregawa) ist ein in südwest-nordöstlicher Ausrichtung 15,7 km langer, 6 km breiter und im Mount Waldron bis zu 3100 m hoher Gebirgskamm im westantarktischen Ellsworthland. In der Sentinel Range des Ellsworthgebirges ragt er in den nordöstlichen Ausläufern des Vinson-Massivs auf. Er wird nach Westen und Norden durch den Dater-Gletscher und nach Südosten durch den Hansen-Gletscher begrenzt. Von den südlich aufragenden Doyran Heights trennt ihn der Manole-Pass.
US-amerikanische Wissenschaftler kartierten ihn 1988. Die bulgarische Kommission für Antarktische Geographische Namen benannte ihn 2011 nach einem alten bulgarischen Namen für das östliche Balkangebirge.